# 차성로
차성로는 부산광역시 기장군 기장읍 청강리 연화육로 교차로에서 교리까지 이르는 총 연장 4.7 km의 거리를 이루는 부산광역시도이자 기장군 관내의 주요 도로이다. 도로 관리는 부산시설공단에서 관할한다. 그래서 해당 도로는 부산광역시도 제2305호선과 기장군도 제17호선·제27호선의 각 일부를 이룬다. 중간에는 국도 제14호선의 일부를 이루는 반송로를 통과하고 있으며, 고속도로의 경우 기장대로를 통해 해운대 나들목까지 접근해야 동해고속도로와도 연결된다.

## 노선 정보
- 기점 : 부산광역시 기장군 기장읍 청강리 (연화육교 교차로 = 기장대로와의 교점)
- 종점 : 부산광역시 기장군 기장읍 교리 (이진캐스빌블루1차아파트에서 단절, 2022년 일광이지더원2차12BL아파트가 완공되면 종점이 될 예정)
- 총연장 : 4.7km
- 차선수 : 왕복 2차선 ~ 왕복 4차선

## 주요 경유지
- 부산광역시 기장군
  - 기장읍 (청강리 - 대라리 - 동부리 - 교리)

## 주요 연선 시설
- 에스파크승마클럽
- 해운대비치골프앤리조트
- 대청중학교
- 기장역